# Montbeugny
 Montbeugny  là một xã ở tỉnh Allier thuộc miền trung nước Pháp.